# Shiqiao (köpinghuvudort i Kina, Hubei Sheng, lat 32,35, long 111,98)
Shiqiao (kinesiska: 石桥, 石桥镇) är en köpinghuvudort i Kina. Den ligger i provinsen Hubei, i den centrala delen av landet, omkring 290 kilometer nordväst om provinshuvudstaden Wuhan. Antalet invånare är 70 131. Befolkningen består av 34 194 kvinnor och 35 937 män. Barn under 15 år utgör 20,0 %, vuxna 15-64 år 71 %, och äldre över 65 år 7,0 %.
Runt Shiqiao är det tätbefolkat, med 383 invånare per kvadratkilometer. Shiqiao är det största samhället i trakten. Trakten runt Shiqiao består till största delen av jordbruksmark.
Genomsnittlig årsnederbörd är 862 millimeter. Den regnigaste månaden är augusti, med i genomsnitt 146 mm nederbörd, och den torraste är januari, med 8 mm nederbörd.